# Bucculatrix ainsliella
Bucculatrix ainsliella är en fjärilsart som beskrevs av Murtfeldt 1905. Bucculatrix ainsliella ingår i släktet Bucculatrix och familjen kronmalar. Inga underarter finns listade i Catalogue of Life.

## Bildgalleri

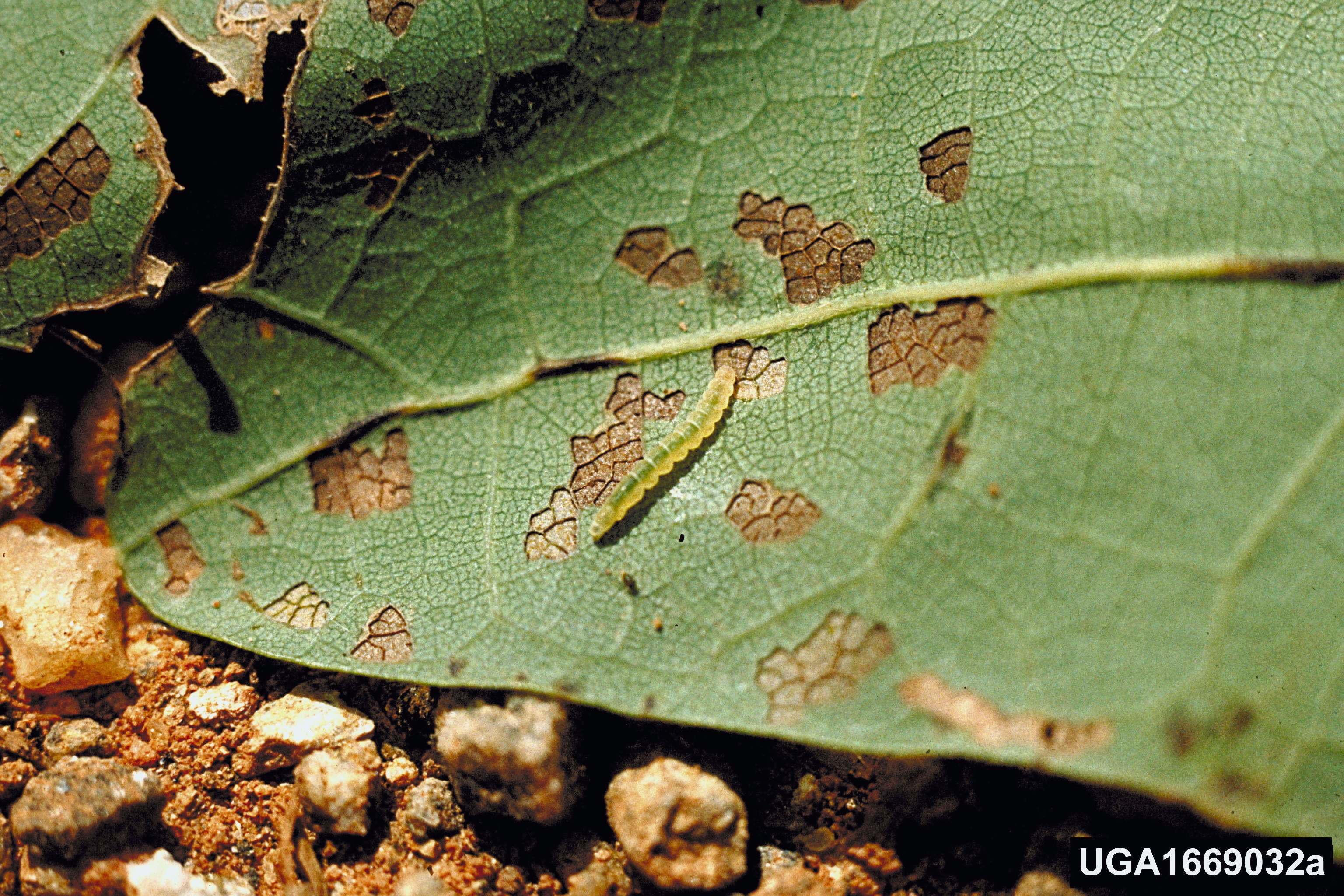